# Strategisk kommunikation
Strategisk kommunikation är ett begrepp som beskriver kommunikationens roll i en organisations eller företags arbete med att uppnå sina övergripande och strategiska mål. Det är en del av ett företags totala organisationskommunikation. 
Strategisk kommunikation rör bland annat extern och intern målgruppsanalys, övergripande budskap, tidplaner, val av kommunikationskanal och andra förutsättningar för både kontinuerliga kommunikationsinsatser och mer tillfälliga informations- eller reklamkampanjer. Den strategiska kommunikationen utformas i nära samarbete mellan organisationens kommunikationsansvariga, ofta med yrkesrollen kommunikationsstrateg, och den högsta verkställande ledningen. 